# Феррарис, Пио
Пио Феррарис (итал. Pio Ferraris, 19 мая 1899, Турин — 5 февраля 1957, Турин) — итальянский футболист, нападающий.
Прежде всего известен выступлениями за клуб «Ювентус», а также национальную сборную Италии.

## Клубная карьера
Во взрослом футболе дебютировал в 1919 году выступлениями за клуб «Ювентус», в которой провел четыре сезона, приняв участие в 66 матчах чемпионата. В составе «Ювентуса» был одним из главных бомбардиров команды, имея среднюю результативность на уровне 0,58 гола за игру.
С 1923 года по 1927 год играл в составе клубов «Казале», «Бентегоди» и «Ювентусa».
Завершил профессиональную игровую карьеру в клубе «Савона», за команду которой выступал на протяжении 1927—1929 годов.

## Карьера в сборной
В 1920 году дебютировал в официальных матчах в составе национальной сборной Италии. В течение карьеры в национальной команде, которая длилась 2 года, провел в форме главной команды страны 4 матча, забив 1 гол. В составе сборной был участником футбольного турнира на Олимпийских играх 1920 года в Антверпене.

## Статистика выступлений

### Статистика клубных выступлений
| Сезон   | Клуб        | Чемпионат | Чемпионат | Чемпионат |
| Сезон   | Клуб        | Лига      | Игр       | Голов     |
| ------- | ----------- | --------- | --------- | --------- |
| 1919-20 | «Ювентус»   | 1 К       | 19        | 17        |
| 1920-21 | «Ювентус»   | 1 К       | 8         | 6         |
| 1921-22 | «Ювентус»   | 1 Д       | 22        | 8         |
| 1922-23 | «Ювентус»   | 1 Д       | 16        | 8         |
| 1923-24 | «Казале»    | 1 Д       | 9         | 2         |
| 1924-25 | «Бентегоди» | 3 Д       | ?         | ?         |
| 1925-26 | «Бентегоди» | 3 Д       | ?         | ?         |
| 1926-27 | «Ювентус»   | 1 Д       | 1         | 0         |
| 1927-28 | «Савона»    | 1 Д       | 4         | 1         |
| 1928-29 | «Савона»    | 1 Д       | 6         | 0         |
| Всего:  | Всего:      | Всего:    | ?         | ?         |